# Episesarma
Die Episesarma  sind eine Gattung aus der Familie Sesarmidae in der der Teilordnung der Krabben (Brachyura). Sie leben semiaquatisch (halb an Land, halb im Wasser) in den Mangrovenwälder der Malaiischen Halbinsel. Die ausgewachsenen Tiere erreichen eine Größe von 4 bis 5 Zentimetern.
Episesarma sind dafür bekannt, an Baumstämmen hochzuklettern (deswegen der englische Name „Tree-climbing crab“). Tagsüber halten sie sich dabei bei Flut knapp über der Wasseroberfläche. Bei Nacht klettern sie bis zu sechs Meter in die Bäume hoch, wo sie Algen und vor allem Blätter fressen. In vielen Mangrovenplantagen gelten sie daher als Plage.
Episesarma stellen bei vielen Völkern der Region eine Delikatesse dar, wobei sie oft in einer speziellen schwarzen Essig-Sauce zubereitet werden. Sie werden daher auch als „Vinegar crab“ bezeichnet.

## Systematik

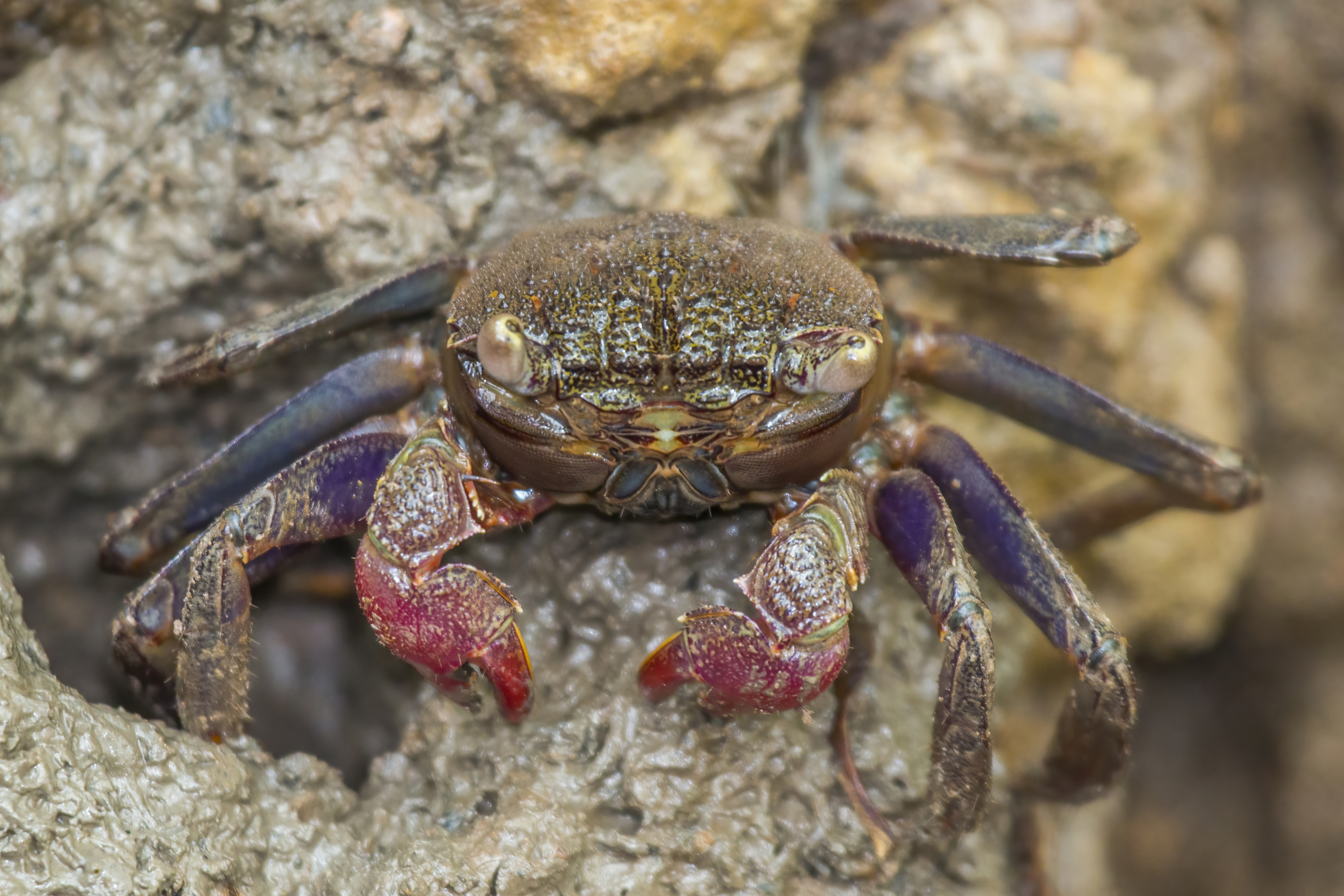
Episesarma chentongense

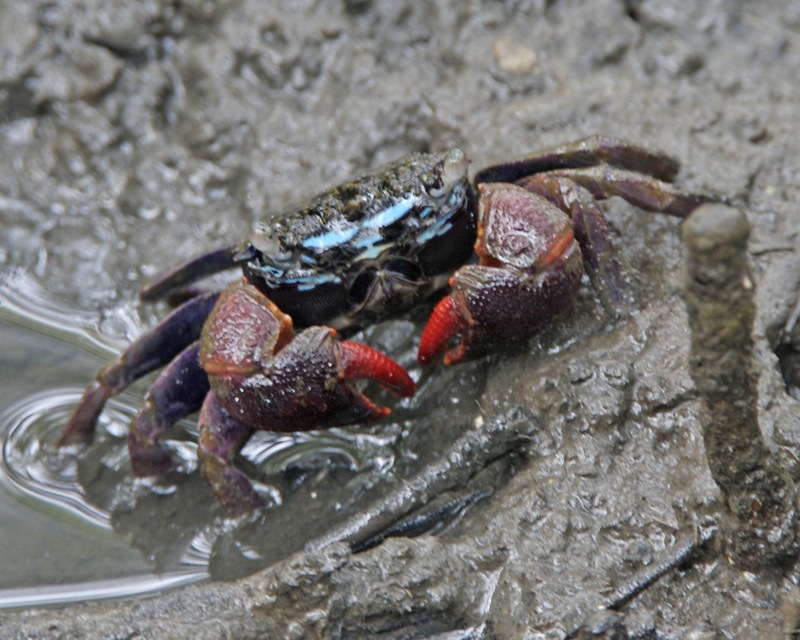
Episesarma singaporensis

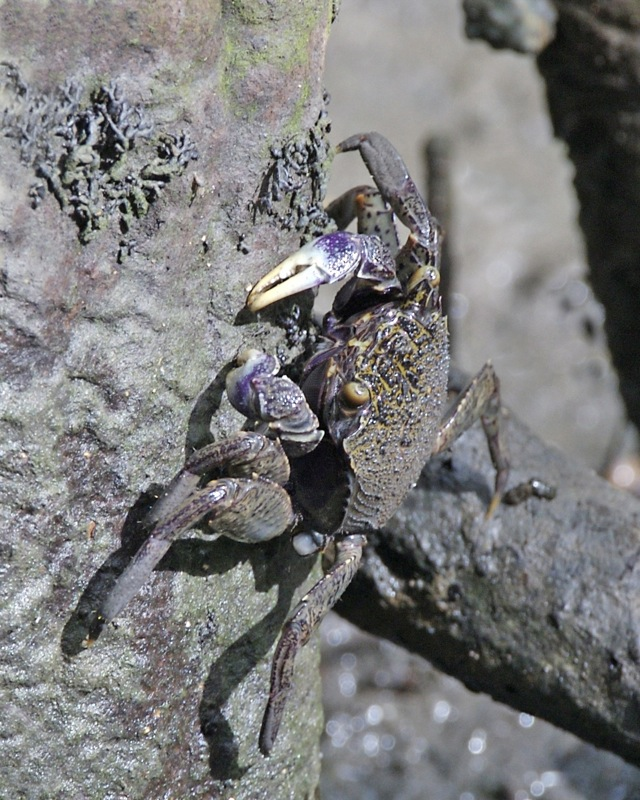
Episesarma versicolor

Episesarma wurde früher als Untergattung der Gattung Sesarma angesehen. Sie besteht aus sieben Arten:
- Episesarma chentongense (Serène & Soh, 1967)
- Episesarma crebrestriatum (Tesch, 1917)
- Episesarma lafondii (Hombron & Jacquinot, 1846)
- Episesarma mederi (H. Milne Edwards, 1853)
- Episesarma palawanense (Rathbun, 1914)
- Episesarma singaporense (Tweedie, 1936)
- Episesarma versicolor (Tweedie, 1940)

Drei Arten unterscheiden sich augenfällig durch die Farben der Scheren:
- Episesarma chengtongensis: Die Scherenspitzen sind rot, der restliche Teil der Schere ist braun.
- Episesarma singaporensis: Besitzt rote Scheren.
- Episesarma versicolor: Die Spitzen der Scheren sind weiß, der restliche Teil der Scheren ist dunkel-violett.